# ویوین پریسکات
ویوین پریسکات (انگلیسی: Vivian Prescott) بازیگر اهل ایالات متحده آمریکا است.
از فیلم‌ها یا مجموعه‌های تلویزیونی که وی در آن‌ها نقش داشته‌است، می‌توان به دشمن انسان و بیداری او اشاره نمود.